# Acer liquidambarifolium
Acer liquidambarifolium é uma espécie de árvore do gênero Acer, pertencente à família Aceraceae.